# Tomáš Hrdlička
Tomáš Hrdlička (Praga, 17 febbraio 1982) è un ex calciatore ceco, centrocampista.

## Palmarès
- Coppa della Repubblica Ceca: 1

Slavia Praga: 2002